# 屈臣氏灣
屈臣氏灣是澳洲雪梨東部的一個海邊郊區，距離雪梨中心商業區東北約11公里。屈臣氏灣設有碼頭並有渡輪服務來往環形碼頭，亦有三條巴士路線服務分別是324、325和380。

## 外部連結
- Robin Derricourt. . Dictionary of Sydney. 2008  [29 September 2015]. （原始内容存档于2023-03-25）. [CC-By-SA]
- Robin Derricourt. . Dictionary of Sydney. 2008  [6 October 2015]. （原始内容存档于2023-04-03）. [CC-By-SA]
- Watsons Bay - Sydney.com （页面存档备份，存于）

33°50′33.9″S 151°16′52.5″E / 33.842750°S 151.281250°E